# 天道盟太極會
天道盟太極會，是臺灣三大犯罪組織之一的天道盟旗下的分會。

## 簡介
太極會、勢力在臺北都會區的中和、永和一帶為主、另外也發展至萬華、三重、蘆洲及汐止一帶活動，更在台中大安溪、大甲溪的漂流高級木材市場發展佔一席之地。太極會是續「孔雀會」（主勢力移往中壢）之後，在中、永和地區發展出的另一支會系，與永和當地陳氏派系關係密切。發起人為人稱「光頭陳」的國大代表陳治男在民國85年間創立；早期創立以太極分兩儀之型態，中央極權領導下再分為中和分會及永和分會兩大分支，分會下並各有中永和角頭所組成的區域分組：員山組、廟口組、秀朗組、南勢角組、潭墘組、溪洲組、新生地組等。對外稱「太極機構」。

## 歷任幹部
- 創會者：陳治男（綽號「光頭陳」；曾任國大代表「祥和會」會長[4]、軍翰建設公司董事長、國際山霖汽車董事長[5]、台灣巴士通總裁[6]；在美國發展。2010年4月21日逝世，享年70歲。[7][8]）
- 前會長：蔡俊明（已故）[9][10]
- 會長：張傑

## 組織
- 中和分會
- 永和分會：陳00（綽號「鳥仔飛」）